# Guioa oligotricha
Guioa oligotricha är en kinesträdsväxtart som beskrevs av Merrill & Perry. Guioa oligotricha ingår i släktet Guioa och familjen kinesträdsväxter. Inga underarter finns listade i Catalogue of Life.